# Olena Pakholchyk
Olena Pakholchyk, née le 2 novembre 1964 à Mayqayyng, est une skippeuse ukrainienne.
Elle est médaillée de bronze en dériveur double 470 aux Jeux olympiques d'été de 1996 et Jeux olympiques d'été de 2000. Elle est nommée Marin de l'année en 1997.